# Phan Minh Huyền
Phan Minh Huyền (sinh ngày 12 tháng 6 năm 1990), còn đuọc biết đến với nghệ danh Huyền Lizzie, là một nữ diễn viên, doanh nhân người Việt Nam. Cô được biết đến qua các bộ phim Bộ tứ 10A8, Lời thú nhận của Eva, Lời thì thầm từ quá khứ, Trái tim có nắng, Điều bí mật, Ngược chiều nước mắt, Chạy trốn thanh xuân, Tình yêu và tham vọng, Hồ sơ cá sấu, Thương ngày nắng về.

## Cuộc đời và sự nghiệp
Phan Minh Huyền sinh ngày 12 tháng 6 năm 1990 tại Hà Nội, tốt nghiệp Khoa Tài chính - Ngân hàng của Trường Đại học Kinh doanh và Công nghệ Hà Nội. Năm 2011, cô gây ấn tượng với khán giả khi vào vai San San trong phim Lời thú nhận của Eva. Năm 2014, cô vào vai Lan trong Lời thì thầm từ quá khứ và vai Linh trong Trái tim có nắng. Năm 2015, cô lọt vào top 5 đề cử giải thưởng VTV Awards với 2 vai diễn trên. Năm 2020, cô gây ấn tượng với khán giả qua vai diễn Phương trong Tình yêu và tham vọng. Ngoài công việc diễn xuất, cô còn là Giám đốc điều hành của True Natural - một đơn vị thành viên của Thingo Group, đơn vị sở hữu hệ thống phân phối các sản phẩm chăm sóc sức khỏe và sắc đẹp. Năm 2021, cô cho biết, đến thời điểm này cô cảm thấy mình đã thực sự trưởng thành nên muốn "tạm biệt" nghệ danh Huyền Lizzie để trở về trọn vẹn tên của mình là Phan Minh Huyền. Cô hy vọng, khán giả sẽ sớm quen với một Phan Minh Huyền trên màn ảnh nhỏ từ bây giờ.

## Đời tư
Năm 2014, cô kết hôn với Lynh Hoàng - một doanh nhân giàu có và sinh hạ một bé trai tên là Nem. Tuy nhiên, sau một thời gian ngắn sống chung với chồng thì cô ly thân và về nhà sống với bố mẹ đẻ. Năm 2019, cô xác nhận đã ly hôn với Lynh Hoàng.

## Danh sách phim

### Truyền hình
| Năm         | Phim                           | Kênh | Vai                         | Vai trò   | Đoàn làm phim | Đóng cặp với            | Ghi chú                                | Nguồn                       |
| ----------- | ------------------------------ | ---- | --------------------------- | --------- | --- | ----------------------- | -------------------------------------- | --------------------------- |
| 2010        | Bộ tứ 10A8                     | VTV3 | Ly Ly                       | Vai chính | - Đạo diễn: Nguyễn Hoàng Điệp - Diễn viên khác: Cao Dương Dương, Lala Mai Chi |                         | [ a ]                                  | [ 11 ]                      |
| 2010        | Những phóng viên vui nhộn      | VTV3 | Minh Minh                   | Vai chính | - Đạo diễn: Phạm Tuấn Quang, Đào Thanh Hưng - Diễn viên khác: Thạch Thu Huyền, Vương Anh, Minh Hải, Châu Sha                                                                     |                         | [ a ]                                  |                             |
| 2011        | Lời thú nhận của Eva           | VTV3 | San San                     | Vai chính | - Đạo diễn: Nguyễn Mạnh Hà - Diễn viên khác: Hứa Vĩ Văn, Chiều Xuân, Minh Hà | Hứa Vĩ Văn              |                                        | [ 12 ]                      |
| 2012        | Tết siêu tiết kiệm             | VTV1 | Hà                          | Vai chính | - Đạo diễn: Nguyễn Mạnh Hà - Diễn viên khác: Như Quỳnh, Tiến Đạt, Chí Trung |                         |                                        |                             |
| 2012        | Ông tơ hai phẩy                | VTV1 | Quỳnh Anh                   | Vai phụ   | - Đạo diễn: Nguyễn Danh Dũng - Diễn viên khác: Nguyệt Hằng, Việt Anh, Vi Cầm | Việt Anh                |                                        | [ 13 ]                      |
| 2012        | Ba đám cưới, một đời chồng     | VTV3 | Xoan                        | Vai phụ   | - Đạo diễn: Nguyễn Khải Anh - Diễn viên khác: Danh Tùng, Đan Lê, Ngô Thanh Huyền, Lưu Đê Ly                                                                                      |                         |                                        |                             |
| 2013        | Cô hàng xóm rắc rối            | VTV6 | Nguyên                      | Vai chính | - Đạo diễn: Bùi Tiến Huy, Phạm Gia Phương - Diễn viên khác: Kiên Hoàng |                         | [ b ]                                  |                             |
| 2014        | Cuốn theo ngọn gió đông        | VTV1 | Mạc Kiều                    | Vai chính | - Đạo diễn: Trần Hoài Sơn - Diễn viên khác: Minh Phương, Quốc Trị, Việt Bắc, Ngô Lệ Quyên                                                                                        | Việt Bắc                |                                        |                             |
| 2014        | Lời thì thầm từ quá khứ        | VTV3 | Lan                         | Vai chính | - Đạo diễn: Mai Hồng Phong - Diễn viên khác: Tiến Lộc, Chí Nhân, Thanh Sơn, Phương Oanh                                                                                          | Tiến Lộc, Thanh Sơn     |                                        | [ 14 ]                      |
| 2014        | Trái tim có nắng               | VTV3 | Linh                        | Vai chính | - Đạo diễn: Bùi Tiến Huy, Nguyễn Đức Hiếu - Diễn viên khác: Phạm Anh Tuấn, Lê Phương Anh, Xuân Phúc                                                                              | Phạm Anh Tuấn           |                                        | [ 15 ]                      |
| 2016        | Điều bí mật                    | VTV3 | Linh                        | Vai chính | - Đạo diễn: Mai Hồng Phong - Diễn viên khác: Chí Nhân, Thanh Hương, Công Dũng, Đức Trung                                                                                         | Chí Nhân                |                                        | [ 16 ] [ 17 ]               |
| 2017        | Giao mùa                       | VTV1 | Trúc Mai                    | Vai chính | - Đạo diễn: Trần Hoài Sơn - Diễn viên khác: Công Dũng, Tiến Lộc, Chí Nhân |                         | [ c ]                                  |                             |
| 2017        | Ngược chiều nước mắt           | VTV1 | Trang                       | Vai chính | - Đạo diễn: Vũ Minh Trí - Diễn viên khác: Hoàng Hải, Phương Oanh, Mạnh Trường, Thu Quỳnh, Hà Việt Dũng, Anh Dũng, Phạm Anh Tuấn, Bình An, Hoàng Thu Trang                        | Bình An, Phạm Anh Tuấn  |                                        | [ 18 ] [ 19 ]               |
| 2018        | Tình khúc bạch dương           | VTV1 | Đan                         | Vai chính | - Đạo diễn: Vũ Trường Khoa - Diễn viên khác: Hoa Thúy, Công Lý, Bình An, Minh Trang, Nhã Phương, Quang Tuấn, Kiều Anh, Chi Bảo, Thanh Mai                                        | Lê Vũ Long              | Lồng tiếng cho nhân vật Quyên thời trẻ |                             |
| 2018        | Chạy trốn thanh xuân           | VTV3 | Châu                        | Vai chính | - Đạo diễn: Vũ Minh Trí, Nguyễn Đức Hiếu - Diễn viên khác: Mạnh Trường, Phan Thắng, Bình An, Hoàng Hải, Lưu Đê Ly, Huỳnh Anh, Phạm Ngọc Anh, Lâm Đức Anh                         | Mạnh Trường, Phan Thắng | [ d ]                                  | [ 6 ] [ 20 ]                |
| 2019        | Ánh sáng trước mặt             | VTV4 | Vĩnh Thy                    | Vai phụ   | - Đạo diễn: Trần Hoài Sơn, Nguyễn Danh Dũng - Diễn viên khác: Trần Nghĩa, Đỗ Duy Nam, Doãn Quốc Đam                                                                              |                         | [ e ]                                  |                             |
| 2020        | Tình yêu và tham vọng          | VTV3 | Trịnh Minh Phương           | Vai phụ   | - Đạo diễn: Bùi Tiến Huy - Diễn viên khác: Mạnh Trường, Lã Thanh Huyền, Diễm My, Nhan Phúc Vinh, Thanh Sơn, Phan Thắng, Thùy Anh                                                 | Phan Thắng              | [ f ]                                  | [ 21 ] [ 22 ] [ 23 ]        |
| 2020        | Cảnh sát hình sự: Hồ sơ cá sấu | VTV3 | Trịnh Lệ Thu                | Vai phụ   | - Đạo diễn:Nguyễn Mai Hiền - Diễn viên khác: Mạnh Trường, Việt Anh, Doãn Quốc Đam, Kiều Anh, Phùng Đức Hiếu                                                                      | Phùng Đức Hiếu          | [ g ]                                  | [ 24 ] [ 25 ] [ 26 ] [ 27 ] |
| 2021 - 2022 | Thương ngày nắng về            | VTV3 | Lê Vân Trang (Trần Như Hoa) | Vai chính | - Đạo diễn: Bùi Tiến Huy, Vũ Trường Khoa - Diễn viên khác: Thanh Quý, Minh Hòa, Bá Anh, Doãn Quốc Đam, Hồng Đăng, Lan Phương, Đình Tú, Nguyễn Ngọc Huyền                         | Đình Tú                 |                                        | [ 28 ] [ 29 ] [ 30 ] [ 31 ] |
| 2023        | Chúng ta của 8 năm sau         | VTV3 | Mai Dương                   | Vai chính | - Đạo diễn: Bùi Tiến Huy - Diễn viên khác: Hoàng Hà, Mạnh Trường / Trần Quốc Anh, Quỳnh Kool / Nguyễn Hoàng Ngọc Huyền, B Trần / Trần Nghĩa, Thùy Anh, Phùng Đức Hiếu, Trung Anh | Mạnh Trường             | Đảm nhận vai Dương lúc 8 năm sau       |                             |

### Điện ảnh
| Năm  | Phim                  | Vai | Đoàn làm phim                                                                                                | Ghi chú |
| ---- | --------------------- | --- | --- | ------- |
| 2020 | Những cô vợ hành động | Hân | - Đạo diễn: Nguyễn Thành Vinh - Diễn viên khác: Vinh Râu, Thái Vũ, Mai Thúy Vy, Huỳnh Phương, Phan Hoàng Kim | [ 32 ]  |

### Lồng tiếng
- Nhân vật Huệ (Ngô Lệ Quyên) trong Những cánh hoa trước gió
- Nhân vật Linh (Nhã Phương) trong Tuổi thanh xuân và Tuổi thanh xuân 2
- Nhân vật Linh (Linh Chi) trong Đi qua mùa hạ
- Nhân vật Quyên lúc trẻ (Minh Trang) trong Tình khúc bạch dương
- Nhân vật Hồng (Linh Chi) trong Heo may về qua phố

### Chương trình truyền hình
| Năm  | Chương trình         | Vai trò                | Kênh     |
| ---- | -------------------- | ---------------------- | -------- |
| 2012 | Trà chanh            | Người dẫn chương trình | VTV6     |
| 2015 | Caro và chấm bi      | Người dẫn chương trình | VTV6     |
| 2015 | Ghế không tựa        | Khách mời              | VTV6     |
| 2015 | Bữa trưa vui vẻ      | Khách mời              | VTV6     |
| 2015 | Vì bạn xứng đáng     | Khách mời              | VTV3     |
| 2018 | Ơn giời cậu đây rồi! | Khách mời              | VTV3     |
| 2018 | Đuổi hình bắt chữ    | Người chơi             | HanoiTV1 |
| 2018 | Tiền khéo tiền khôn  | Người chơi             | VTV3     |
| 2020 | Chiến sĩ 2020        | Khách mời              | VTV3     |
| 2021 | Trạng nguyên nhí     | Khách mời              | VTV3     |

## Giải thưởng và đề cử
| Lễ trao giải | Năm  | Hạng mục              | Tác phẩm đề cử                            | Kết quả   | Nguồn         |
| ------------ | ---- | --------------------- | ----------------------------------------- | --------- | ------------- |
| Ấn tượng VTV | 2015 | Nữ diễn viên Ấn tượng | Lời thì thầm từ quá khứ, Trái tim có nắng | Đề cử     | [ 33 ] [ 34 ] |
| Ấn tượng VTV | 2022 | Nữ diễn viên Ấn tượng | Thương ngày nắng về                       | Đoạt giải |               |

## Thành tích
- Hoa hậu Tuổi Teen Việt Nam 2009: Top 5
- Idifirent 2010: Diễn viên xuất sắc nhất[35]